# Neriene nitens
Neriene nitens là một loài nhện trong họ Linyphiidae.
Loài này thuộc chi Neriene. Neriene nitens được miêu tả năm 1991 bởi Zhu & Jun Chen.